# Endonyongijape
Endonyongijape è una circoscrizione rurale (rural ward) della Tanzania situata nel distretto di Simanjiro, regione del Manyara. Conta una popolazione di 10 153 abitanti (censimento 2012).